# Петровская набережная (Воронеж)
Петровская набережная — улица в исторической части Воронежа, в Центральном и Ленинском районах. Проходит по берегу Воронежского водохранилища от Чернавского моста как продолжение набережной Массалитинова до транспортной развязки перед Вогрэсовским мостом. Протяжённость улицы около 3,3 км.

## История
Береговая местность у реки Воронеж заселялась на самых ранних временах существования города. В конце XVII — начале XVIII века здесь под руководством царя Петра I начал создаваться русский военный флот, первую верфь возвели на берегу в начале 1696 года. При поддержке кораблей этого первого флота, спущенных на воду в апреле и мае, русская армия летом того же года смогла захватить турецкую крепость Азов. Осенью 1696 года Пётр I утвердился в правильности замысла строить воронежский флот. Работы интенсивно велись в 1697—1698 годах, был сооружён Адмиралтейский двор, основные его строения разместили на островах на реке Воронеж.
Ранняя застройка района набережной, ещё связанная с кораблестроением, показана на рисунке голландца Корнелиса де Брюйна (1703) : на острове, южнее Успенской церкви, стояла внушительных размеров крепость — адмиралтейская «цитадель» — с земляной насыпью в основании и четырьмя башнями в углах. Выше церкви по течению реки располагались парусный двор и цейхгауз — адмиралтейский склад с двумя нижними этажами из кирпича и верхним деревянным. Здания имели черты западноевропейской архитектуры, нехарактерной для прежнего Воронежа. На острове южнее размещались государственная корабельная верфь и деревянный «дворец» царя Петра, современный адмиралтейству. Жилые дома сподвижников Петра: Ф. М. Апраксина, Ф. А. Головина, А. Д. Меншикова и других располагались на городском берегу напротив. С берега на острова шёл деревянный мост.
В XVIII — первой половине XIX века около реки строились мрногочисленные производства — суконные фабрики, кожевенные заводы и т. п.
В 1877—1879 годах по решению городской думы обустроили первую в городе набережную, которая находилась под Острожным бугром. На ней было шесть мостов через небольшие ручьи. Сама набережная и её продолжение чаще носила незамысловатое название «берег реки».
В 1924 году набережную отсыпали и замостили булыжником, построили каменные лестницы к ней. Ручьи в этот раз были взяты в бетонные трубы. В советское время название улица Берег реки ещё более закрепилось в обиходе: так называли заселённую местность между Кавалерийской и Большой Стрелецкой улицами. В 1967 году 25 жилых домов по улице были снесены по решению горисполкома.
В 1972 году на реке было создано Воронежское водохранилище. В этой связи берег реки был реконструирован, была сооружена благоустроенная набережная. Снос жилых домов по улице продолжался до распада СССР: многие участки с жилыми домами стали заболоченными.
Остров, где ранее располагался цейхгауз и яхт-клуб, ушёл под воду, но в память о колыбели русского флота был намыт другой, также получивший впоследствии имя Петра — Петровский остров. Название улица Берег реки ещё долгое время сохранялось, при этом проезжая и прогулочная части, находящиеся вдоль улицы, в 1974 году назвали набережной Будённого — в честь советского полководца Семёна Михайловича Будённого, который выбил из Воронежа белогвардейские части генерала Андрея Григорьевича Шкуро.
В 1980 году улица Берег реки была переименована в улицу Массалитинова, а уже через год часть набережной между строящимся Северным и Чернавским мостами получила название — набережная Массалитинова. Южная часть тогда сохранила название Будённого.
В конце 1980-х годов общественники предложили присвоить набережной имя Петровская. В итоге, 7 мая 1996 года, к 300-летию создания российского флота, глава администрации Воронежа Александр Цапин постановил переименовать набережную Будённого в Петровскую набережную. Ещё за год до этого было решено благоустроить обширную часть набережной к празднику, обустроенная территория получила название Адмиралтейская площадь. 7 сентября 1996 года, в День города, на ней праздновалось 300-летие российского флота. Адмиралтейская площадь стала одним из центров городских торжеств.
В 2024 году Петровская набережная на участке от Чернавского моста до Адмиралтейской площади была реконструирована.